# ذا لونغ دارك
ذا لونغ دارك (بالإنجليزية: The Long Dark)‏ هي لعبة بقاء منظور شخص أول من تطوير شركة هيتنرلاند ستوديوز. صدرت اللعبة في 1 أغسطس 2017 على منصات مايكروسوفت ويندوز، بلاي ستيشن 4 وإكس بوكس ون.